# Parotocinclus jimi
Parotocinclus jimi är en fiskart som beskrevs av Garavello, 1977. Parotocinclus jimi ingår i släktet Parotocinclus och familjen Loricariidae. Inga underarter finns listade i Catalogue of Life.